# Toyotomi Hideyoshi
Toyotomi Hideyoshi (豊臣 秀吉 n. 17 martie 1537, Nakamura-ku⁠(d), Prefectura Aichi, Japonia – d. 18 septembrie 1598, Fushimi Castle⁠(d), Prefectura Kyoto, Japonia?) a fost un nobil (daimyo) din perioada Sengoku care a unificat Japonia. El a succedat fostului său suzeran, Oda Nobunaga, și a terminat perioada Sengoku. Perioada conducerii sale este deseori numită perioada Momoyama, după castelul lui Hideyoshi. El este remarcat pentru un număr de moșteniri culturale, inclusiv restricția de a purta armă, rezervată celor din clasa samurailor. Hideyoshi este cunoscut ca cel de-al doilea „mare unificator” al Japoniei.